# 草津 (広島市)
草津（くさつ）とは、広島県広島市西区の地名である。町名は、草津本町・草津東・草津南・草津梅が台・草津港・草津新町・草津浜町である。西国街道が貫き、かつては宿場町であった。由緒ある寺院の存在が、1000年を超える歴史を感じさせてくれる。一方で、草津新町および草津港は商工センター周囲の埋立地であり、比較的新しい地区である。間に商工センターと扇があるため、草津港のみ飛び地となっている。当地域の人口は11,875人、世帯数は5470世帯。

## 地理

### 交通
広島市西区の一部。広島市の西部に位置し、国道2号線宮島街道と西広島バイパスが海側と山側をほぼ平行して走り、その間をJRと広島電鉄の２鉄道が、やはり平行して走っている。地区西端の井口地区との境界にJR新井口駅と広電商工センター入口駅があり、その北東に広電の草津南駅と草津駅がある。

## 歴史

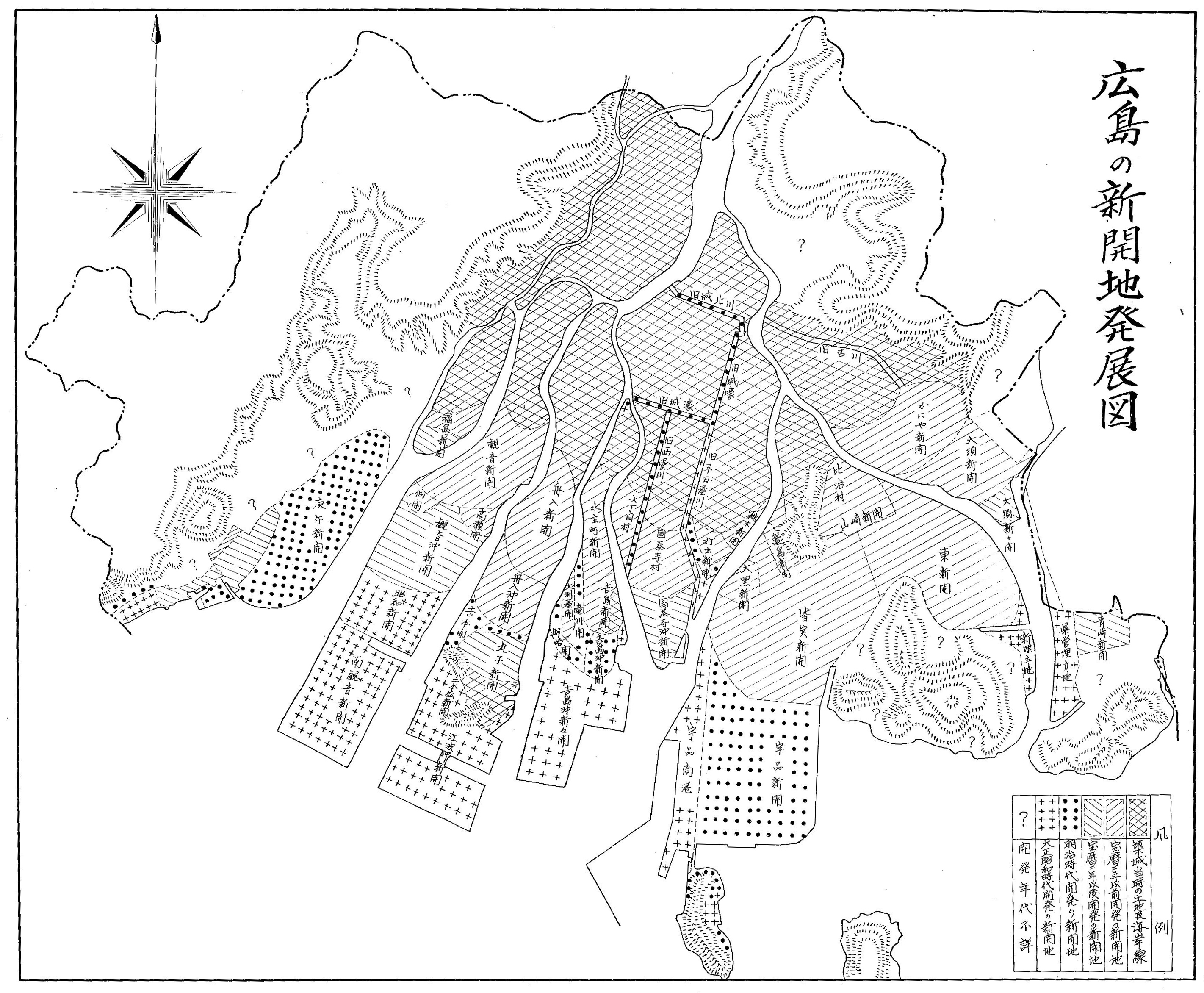
広島の新開地発展図（『概観広島市史』1955年） / 藩政期における新開地の造成が示されている。

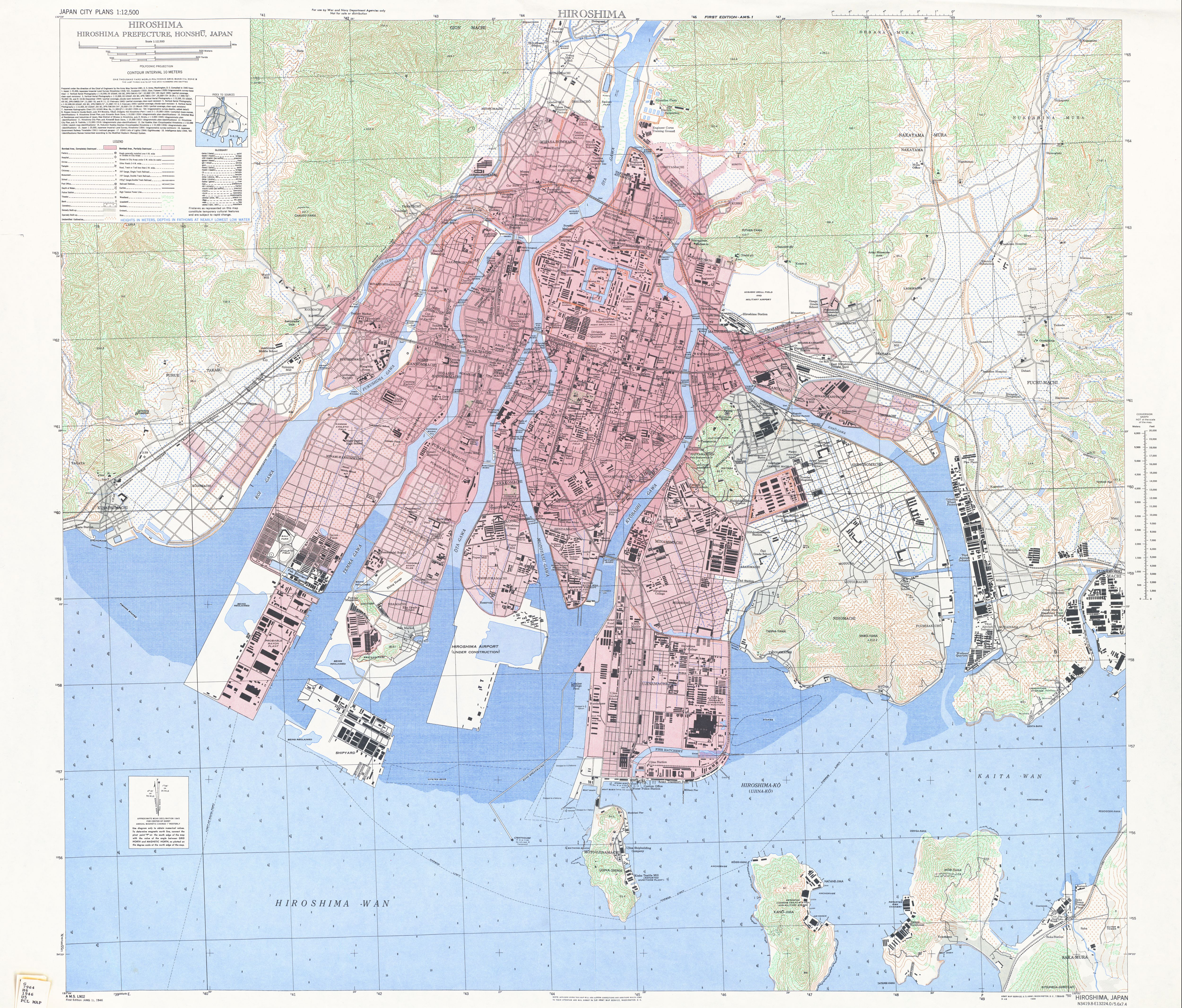
1945年米軍作成の広島市地図。埋立前の"KUSATSUMACHI"（誤表記）が見える。

### 地名の由来
古来、軍港であった時期には、軍津（いくさつ）と呼ばれており、そのことから草津と呼ばれるようになった。

### 沿革
広島市民から見て草津は「漁師町」と考えられており、その港は古くは白村江の戦いのときに使われたといわれている（現在は港が埋め立てられた為それを見ることが出来ない）。また水運、軍事的にも活用され、毛利元就の厳島の戦いの前哨戦の舞台となった。その後、江戸時代になると軍港としての役割は終わったが、浜田藩の船屋敷が設置されるなど港町として繁栄を続け、西国街道の間宿（あいのしゅく）としても栄えた。カキの養殖も盛んで、大坂にかき船を出すなどしていた。また、三次藩が存在していた時期には、草津は三次藩領の飛び地であった
明治期以降は、新たに埋め立て造成された隣接の庚午とともに佐伯郡草津町（発足当時は草津村）の一部であったが、1929年（昭和4年）、近隣6町村とともに広島市に編入され現在に至っている。古来干潟と入江に富んでいた草津の海岸線は1971年以降の「西部開発事業」の一環としての埋め立てにより一変し、漁港はかなり沖合に移転している。
現在、草津は、まち並み保存地区に指定されている。なお、草津には、浄土真宗本願寺派の寺が3件点在している。

## 施設

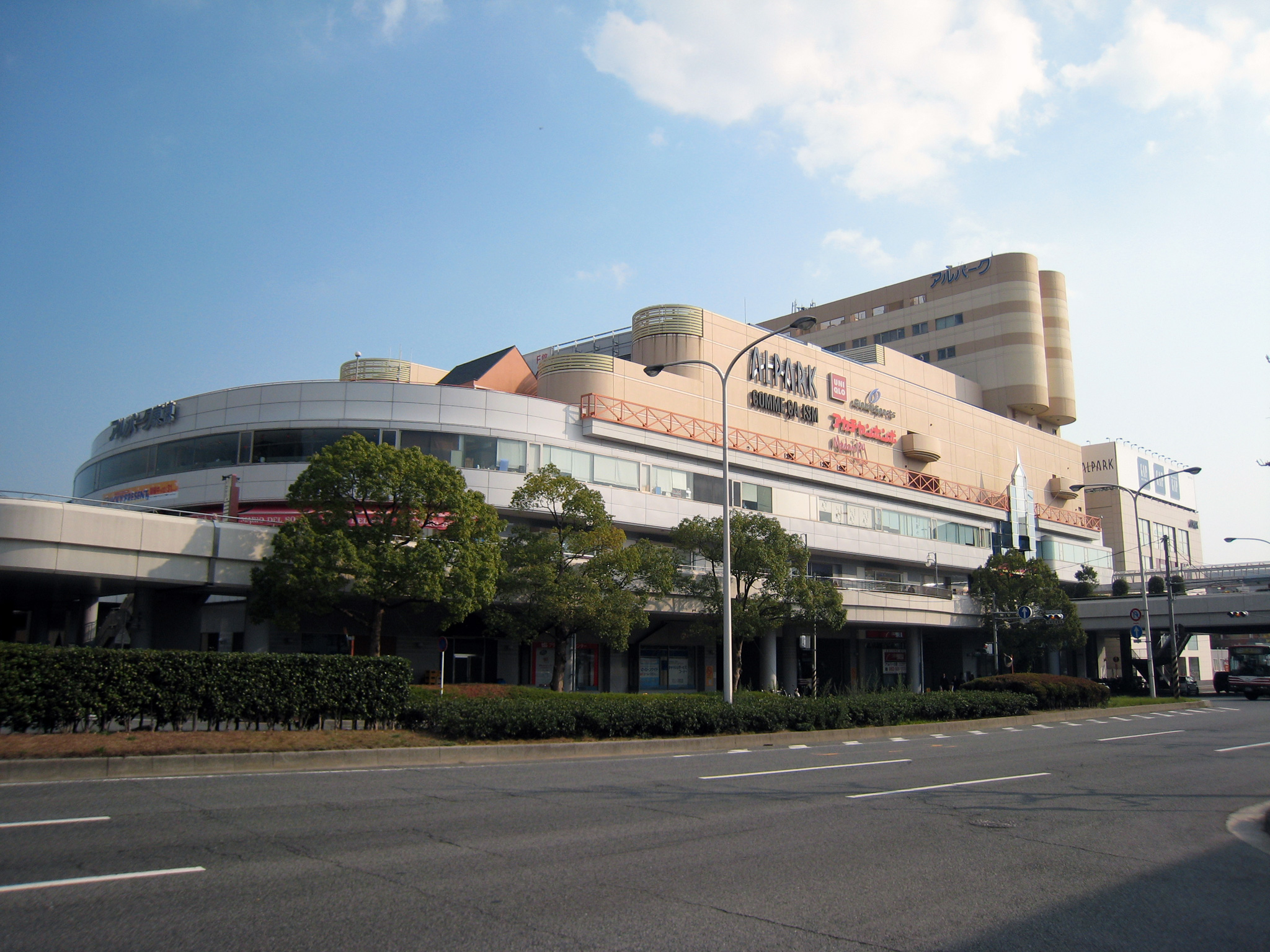
アルパーク

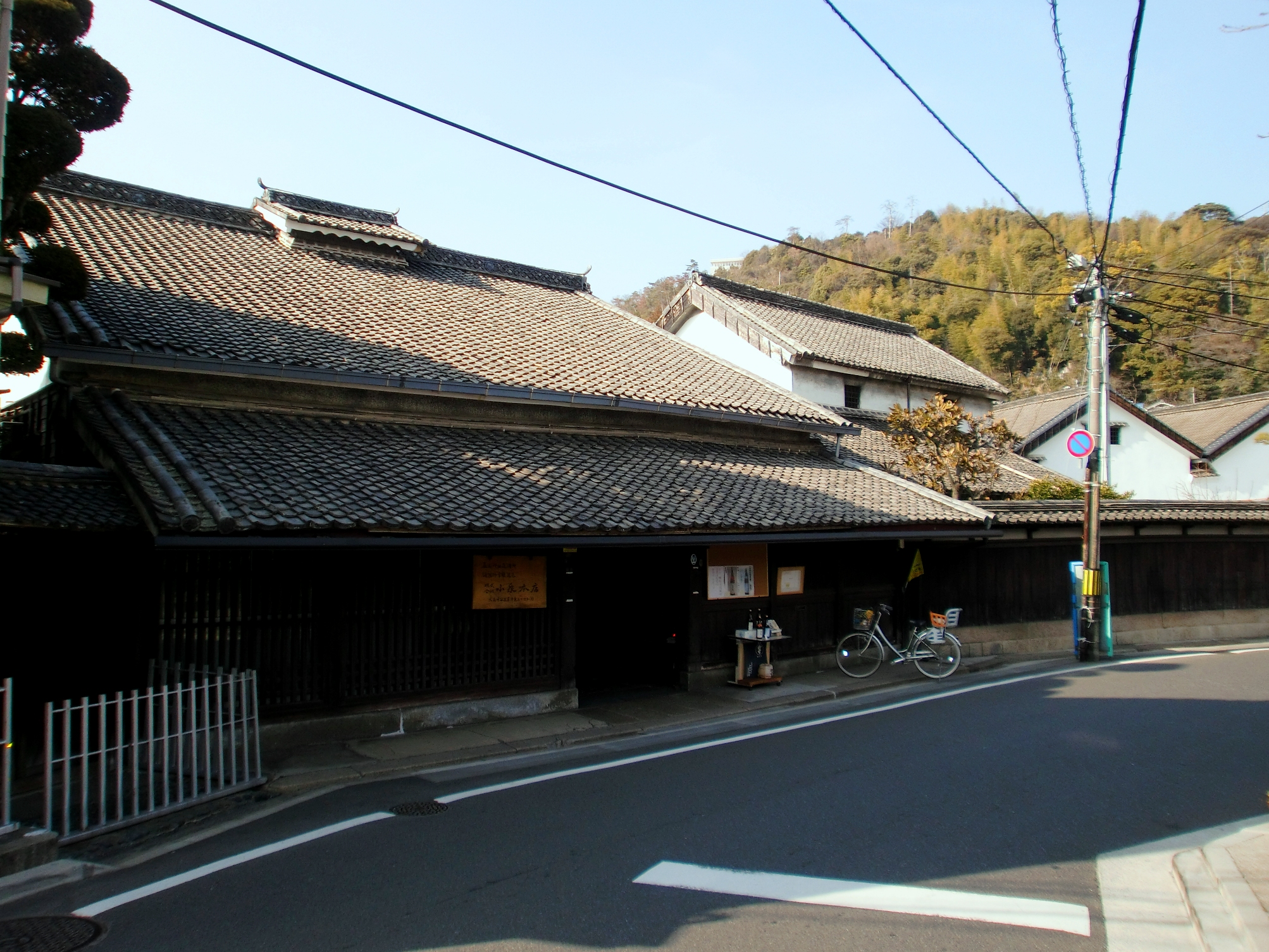
小泉本店

### 宗教施設
- 浄土真宗本願寺派

西楽寺
教専寺
浄教寺
- 曹洞宗海蔵寺[2]（北条氏直の墓があると伝えられる）
- 日蓮宗慈光寺
- 草津八幡宮[3]（毎年9月の最終週末に例大祭が執り行われる）
  - 社伝によれば推古天皇御宇（593‐628）宮島の厳島神社とほぼ時を同じくして、この入江の奥に多紀理姫命を海路の守護神として祀ったのが神社の創祀である。
  - 12世紀末鎌倉幕府の命を受け武蔵国渋谷郷（現在の東京都渋谷区）から草津に御家人として来住した渋谷氏が代々神社の宮司として祭礼を執り行っている。　
  - 毎年秋に例大祭が執り行われる。
- 恵美須神社
- 鷺森神社
- 稲生神社
- 龍宮神社
- 住吉神社
- 幸福稲荷神社
- 幸神社

### 教育施設
- 市立草津小学校
- 市立草津保育園
- 市立みゆき保育園
- 至徳ルンビニー幼稚園
- 中小企業大学校広島校

### 医療施設
- こころホスピタル草津

### 主な公共施設
- 広島市西区スポーツセンター[4]

### 商業施設
- アルパーク東棟・北棟
- ヤマダデンキテックランドアルパーク前店
- 広島中央卸売市場

### 主な産業
- カキの養殖
- かまぼこ

かつて草津地区には数多くの蒲鉾屋があり、様々な製品が作られていた。現在は店舗数は減ったものの、特産蒲鉾「がんす」などの製品が製造され、地元スーパー等で販売されている。
1974年（昭和49年）、草津の大崎水産が「かに風味かまぼこ」を開発。いわゆる「カニカマ」の発祥地でもある。
- 日本酒

草津地区にある造り酒屋「小泉本店」は宮島の厳島神社や草津八幡宮御用達の酒造メーカーであり、「御幸」の銘柄が知られている。